# Coconympha iriarcha
Coconympha iriarcha är en fjärilsart som beskrevs av Edward Meyrick 1931. Coconympha iriarcha ingår i släktet Coconympha och familjen stävmalar. Inga underarter finns listade i Catalogue of Life.